# Rudolf Wiggers
Rudolf Wiggers (* 25. April 1902 in Hamburg; † 9. September 1971 in Osnabrück) war ein deutscher Altphilologe und nationalsozialistischer Rassenideologe.

## Leben

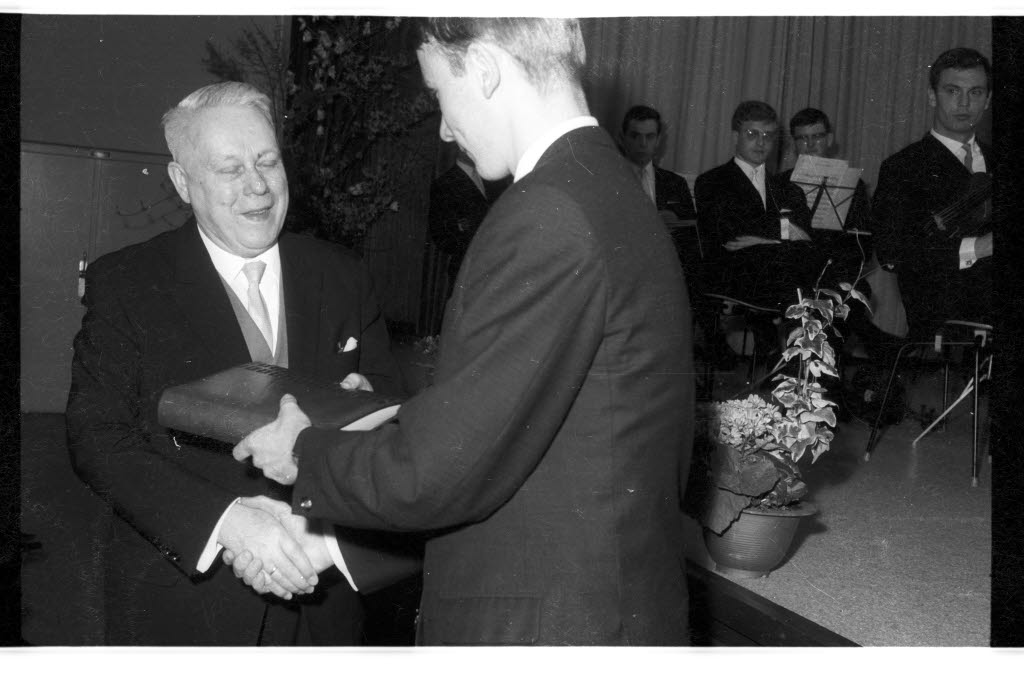
Dr. Wiggers: Direktorenwechsel in Kiel 1966

Wiggers, Sohn eines Kaufmanns und Senators, studierte in Rostock Klassische Philologie und Archäologie. Nach der Promotion 1927 wurde er Studienrat in Rostock. Seit 1930 wirkte er auch als Lehrbeauftragter und Dozent (nicht Prof.) an der Universität Rostock. 1932 trat er in die NSDAP und den NSLB ein. Er wurde Gausachbearbeiter für Rassefragen im Gau Mecklenburg und publizierte in Lehrerzeitschriften. Sein „Rassebüchlein“ folgte den antisemitischen Ideen von Ludwig Ferdinand Clauß. 1936 organisierte er eine zentrale Gauveranstaltung über „Rassenkunde“ in Schwerin mit Vorträgen über die „Rassenseelenkunde“ von Clauß.
1951–1959 war Wiggers Studienrat am Ratsgymnasium in Osnabrück, anschließend von 1959 bis 1966 Direktor der Kieler Gelehrtenschule. Professor war er auch in Kiel nicht. Danach wurde er noch für ein Jahr Landesschuldirektor, dem 1967 sein Vorgänger im Direktorenamt Erwin Assmann folgte.

## Schriften (Auswahl)
- Beiträge zur Entwicklungsgeschichte des philosophischen Mythos der Griechen. Adler, Rostock 1927 (Dissertation, Universität Rostock, 1927).
- Werner Dittrich/Erich Meyer, für den Gau Mecklenburg bearbeitet v. Rudolf Wiggers: Kleine Erb- und Rassenkunde, Breslau 1935
- Rassebüchlein für die deutsche Jugend. Beenken, Berlin 1936 (wurde nach Ende des Zweiten Weltkrieges in der Sowjetischen Besatzungszone auf die Liste der auszusondernden Literatur gesetzt.[6]).